# ALL JAPANリクエストアワード
『ALL JAPANリクエストアワード』（オール・ジャパン リクエストアワード、英称:All Japan Request Awards）は、『全日本有線放送大賞』から受け継ぎ、読売テレビ制作・日本テレビ系列で2001年・2002年の11月に『スーパースペシャル』枠で放送された音楽賞レースである。
なお、内容は前年までの『全日本有線放送大賞』と同じくUSENで多くのリクエストを獲得したアーティストにはゴールドリクエスト賞が与えられグランプリの候補者となったが2001年と2002年の放送でこのタイトルでの放送は終わり、2003年からは『ベストヒット歌謡祭』へと受け継がれていった。

## 概要
司会は2001年と2002年ともに堺正章と藤原紀香が務めており、制作は『全日本有線放送大賞』同様よみうりテレビだった。また、2002年は収録形式で放送されたが収録日翌日の一部スポーツ紙で結果が公表されたため、視聴者からの苦情が殺到した事態（2006年にも同様の事態が発生した）になったことから、2003年の『ベストヒット歌謡祭』では生放送形式に戻した（2005年から2007年は収録形式）。
グランプリ連覇の最長記録は4連覇で浜崎あゆみが2000 - 2003年に、氷川きよしが演歌部門グランプリが新設された2002 - 2005年に達成している。

## 受賞者
| 回数   | 放送日         | ポップスグランプリ（グランプリ） | 演歌グランプリ | 最優秀新人賞 | 読売テレビ特別表彰 | 最優秀歌唱賞 | 最優秀エンターテイメント賞 |
| ------ | -------------- | -------------------------------- | -------------- | ------------ | ------------------ | ------------ | -------------------------- |
| 第34回 | 2001年11月17日 | 浜崎あゆみ                       | -              | ZONE         | 氷川きよし         | ゴスペラーズ | モーニング娘。             |
| 第35回 | 2002年11月30日 | 浜崎あゆみ                       | 氷川きよし     | 中島美嘉     | ポルノグラフィティ | 島谷ひとみ   | モーニング娘。             |

※回数は『全日本有線放送大賞』からの通算回数。